# Mulde
Mulde er en flod i delstaterne Sachsen og Sachsen-Anhalt i Tyskland og en af Elbens bifloder fra venstre bred,  med en længde på 124 km. Den har sit udspring nær Colditz, hvor floderne Zwickauer Mulde (som kommer fra Zwickau) og Freiberger Mulde (med Freiberg ved bredden) løber sammen. Begge disse har deres udspring i Erzgebirge. Fra sammenløbet løber floden  nordpå gennem Sachsen (Grimma, Wurzen, Eilenburg, Bad Düben) og Sachsen-Anhalt (Jeßnitz og Dessau, den gamle hovedstad i Anhalt). Mulde munder ud i Elben 3 km nord for Dessau.
I august 2002 førte en oversvømmelse til store ødelæggelser , som truede verdensarvsbyen «Dessau-Wörlitzer Gartenreich» og byen Dessau. Særlig byerne Döbeln og Grimma blev hårdt ramt.